# Parque Estadual do Sítio do Rangedor
O Parque Estadual do Sítio do Rangedor é uma unidade de conservação brasileira localizada na cidade de São Luís, no Maranhão. Com 120 hectares de área, o parque é uma unidade de proteção integral de reposição de aquíferos. Sua existência, no meio da cidade, garante o abastecimento de importantes lençóis freáticos, localizados no subsolo.

## História
O parque fica localizado no bairro do Calhau, entre o Sítio Santa Eulália e o Sítio Rangedor, áreas de propriedade do Instituto de Previdência do Estado do Maranhão, em uma localização privilegiada da cidade.
Em 1991, foi construído o Palácio Henrique de La Roque, o Centro Administrativo do Estado do Maranhão, nas proximidades do estação. A criação da estação ecológica foi fruto de mobilização para a preservação ambiental da área e sua importância para infiltração de água pluviais para recarga de aquíferos, tendo em vista que a nova sede da Assembleia Legislativa foi construída no local (2008), bem como o Multicenter do Sebrae e o Centro de Convenções Pedro Neiva de Santana, além da futura construção da nova sede do Instituto Metrologia e Qualidade Industrial do Maranhão.
A Estação Ecológica Sítio Rangedor foi estabelecida como uma área totalmente protegida pelo decreto estadual 21.797/2005, com uma área inicial de 126 hectares. Posteriormente, o decreto estadual 23.303/2007 reduziu a área para 120,95 hectares.

A lei 10.455/16 alterou a categoria de unidade de conservação da Estação Ecológica do Sítio Rangedor, que passou a denominar-se Parque Estadual do Sítio Rangedor. Anteriormente, visitas públicas eram permitidas apenas para fins educacionais. Com a nova classificação, a unidade visa preservar o ecossistema natural de grande importância ecológica e beleza cênica, apoiar a pesquisa científica e a educação e interpretação ambiental e apoiar a recreação em contato com a natureza e o turismo ecológico.

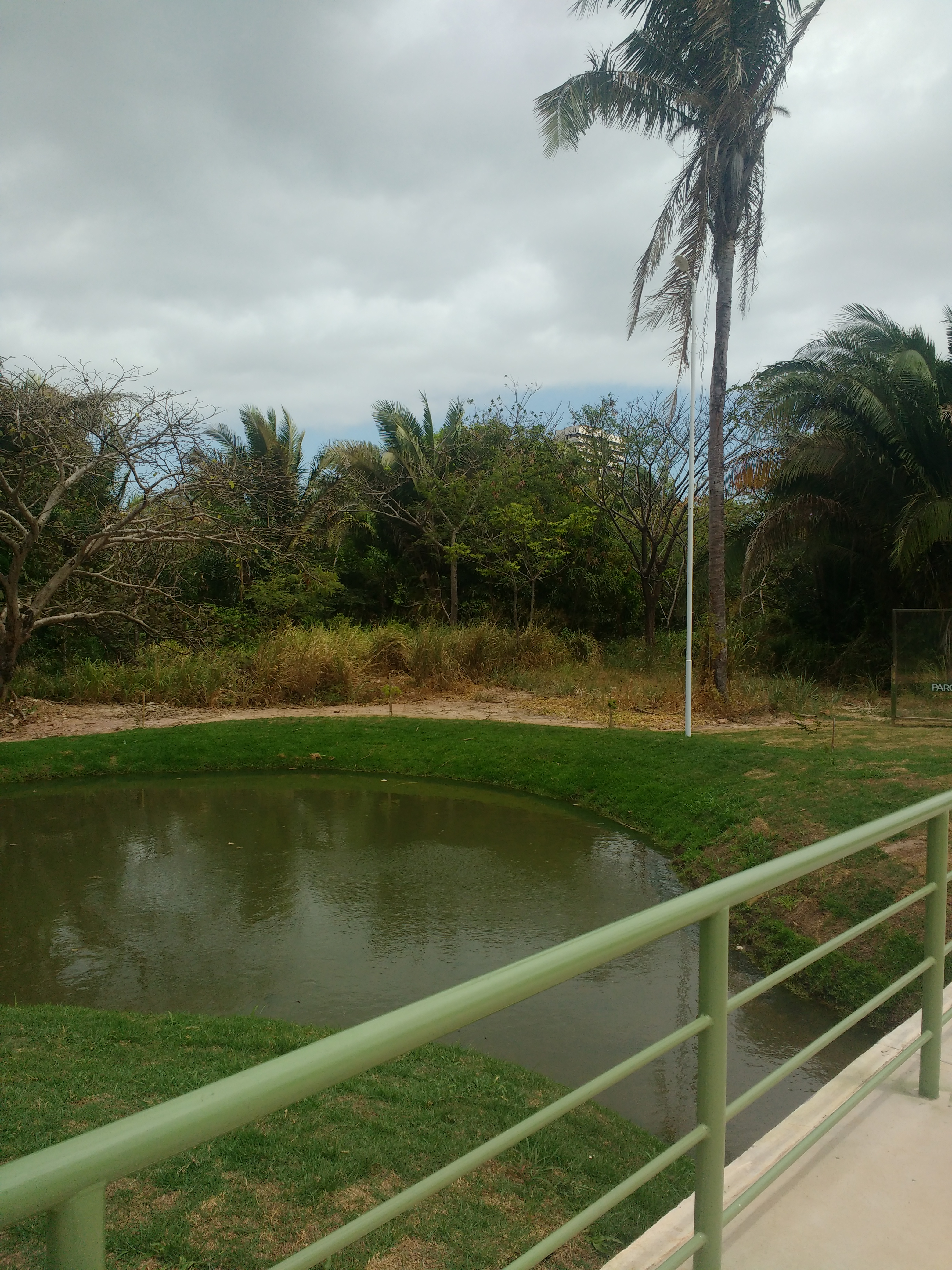
Praça das Nascentes

Em 2017, foi iniciada a construção de um novo espaço no parque, buscando transformá-lo em um espaço de lazer, esporte, aliado à preservação ambiental. O projeto utilizaria uma área de 7% do parque, na região que estava degradada com queimadas criminosas, despejo de lixo e prática ilegal de caça. A construção das áreas de lazer também recebeu críticas de ambientalistas, pela importância do local para reposição de aquíferos e garantia de abastecimento das reservas de água no subsolo.
A inauguração do novo parque ocorreu em  de setembro de 2019, que passou a contar com oito praças com equipamentos de esporte e playgrounds. Na Praça do Esporte, há duas quadras poliesportivas, uma quadra de areia e uma de tênis, além de academia e parquinho para as crianças. Também há pista para caminhada e uma ciclovia de 3,5 km, bem como um Batalhão de Polícia Ambiental e uma vila de food trucks, além de estacionamento com 500 vagas. Outras praças existente são as do: do Amor, Murici, Ouriços, Tiracambú e Pajeú.
Um borboletário foi inaugurado em 2021, com o objetivo de promover a educação ambiental ao permitir a observação das fases da vida das borboletas e o despertar a sensibilidade e o respeito ao meio ambiente.
Em 2021, foi anunciada a construção de novas estruturas no interior do parque, como estacionamento, praças, playground, trilhas, afetando uma área de 11.327,18 m².

## Caracterização e importância
O Parque Estadual do Sítio do Rangedor. engloba uma área de 120 ha, remanescente do bioma Amazônico (Amazônia Oriental), ambiente original da Ilha de Upaon-açu, com diferentes estágios de sucessão ecológica, funcionando como reguladora térmica em um ambiente que possui um crescimento urbano acentuado.

### Clima
O clima de São Luís é tropical, quente e úmido. A temperatura mínima na maior parte do ano fica entre 22 e 24 graus e a máxima geralmente entre 30 e 34 graus. Apresenta dois períodos distintos: um chuvoso, de dezembro a julho, e outro seco, de agosto a novembro. A média pluviométrica é de 2200 mm/ano.

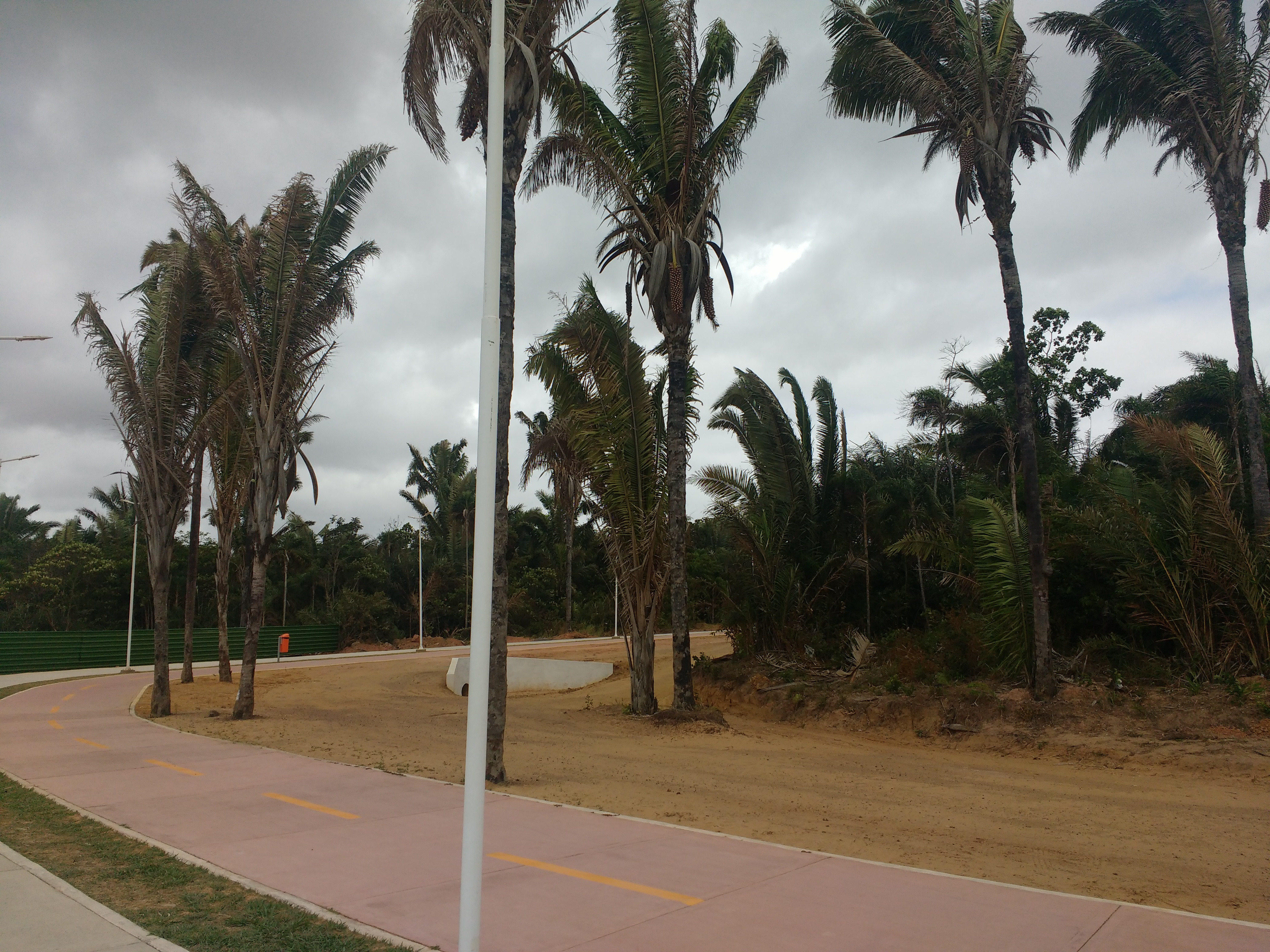
Palmeiras babaçu no parque

### Geomorfologia
As litologias presentes na unidade de conservação são representadas por rochas e sedimentos das formações Itapecuru e Barreiras, cujas idades correspondem ao período Cretáceo e o Paleógeno, respectivamente.
Entre os tipos de solo encontrados no parque estão: Neossolo Quartzorênico, Argissolo Vermelho-Amarelo e Neossolo Litólico.

### Recarga de aquíferos
O destaque topográfico em relação às áreas adjacentes, as rochas sedimentares que dão origem a solos permeáveis e a vegetação, constituem ambiente propício à infiltração de águas provenientes de precipitações pluviométricas.
Estes atributos, somados à sua condição de área pública com extensão considerável em meio urbano densamente povoado, tornam o parque uma área favorável a recarga de aquífero, além de influenciar na manutenção do microclima da região, na proteção contra a salinidade e recarga dos rios próximos, sendo abrigo de vegetação e de animais nativos. Portanto, é inegável a sua contribuição para a qualidade ambiental da Ilha de São Luís.
A água precipitada no parque flui para as áreas topograficamente mais baixas das suas proximidades, como a bacia do Rio Calhau, e partes dos bairros Santa Eulália, Vinhais, Cohafuma e Renascença, alguns deles possuindo afluentes do rio Anil.
A recarga hidráulica do parque também contribui como força contrária à entrada de água do mar para o continente, o que pode perder força dada a diminuição das precipitações provocadas pelas mudanças climáticas e o aumento na exploração dos aquíferos com a perfuração de poços.

## Biodiversidade

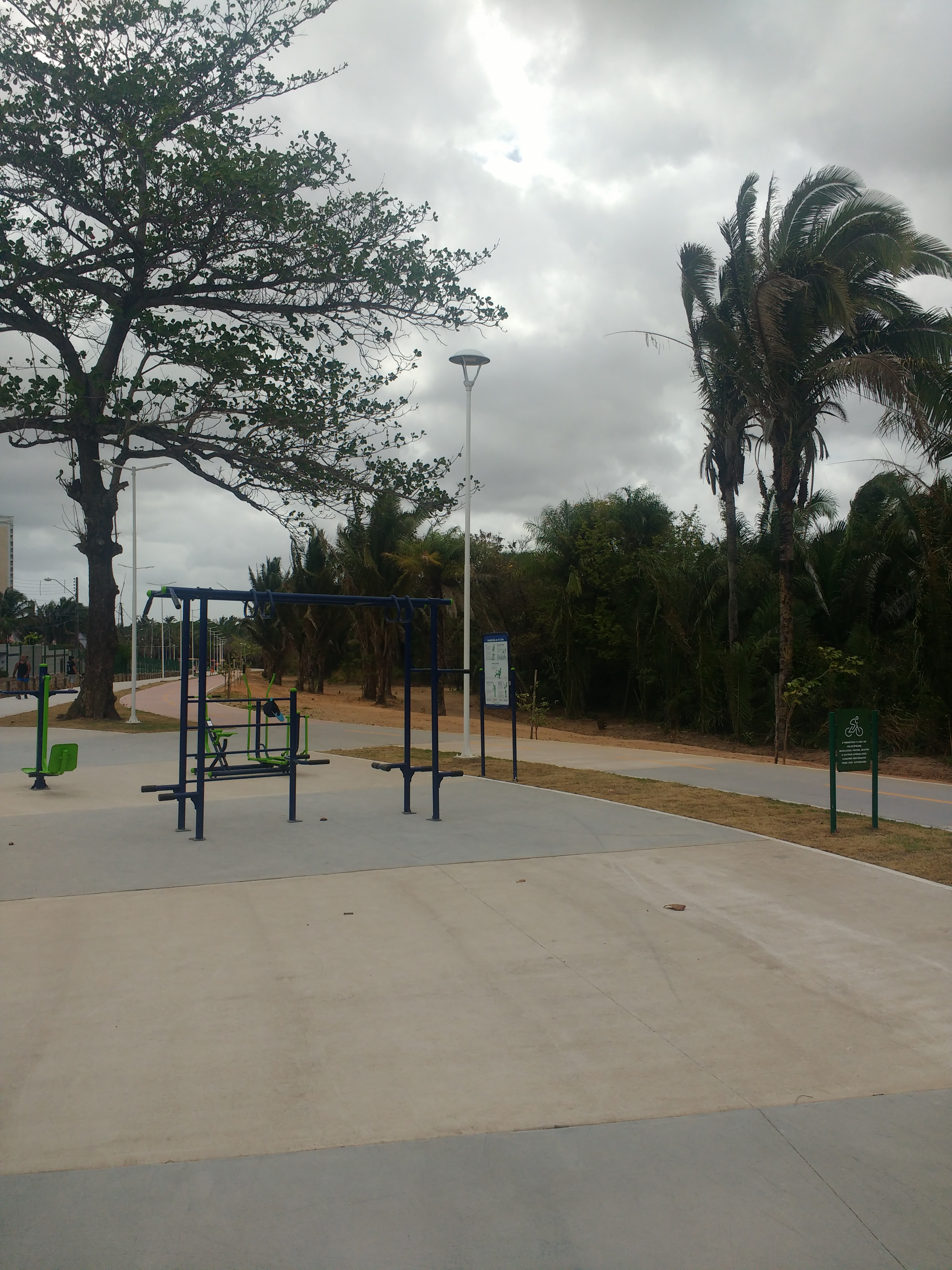
Praça no interior do Parque.

### Flora
Dentre as espécies vegetais do parque estão: o jatobá (Hymenaea courbaril), o pau pombo (Tapirira guianensis), o angelim (Andira surinamensis), o ingá macaco (Inga sp), pau-terra (Qualea parviflora), a janaúba (Hymatanthus articulata), o jacarandá (Jacaranda copaia), tucum (Astrocarium vulgare), o babaçu (Attalea speciosa), a jatobá (Hymenaea courbaril),  buriti (Mauritia vinifera), o angelim (Andira surinamensis), o pau terra (Qualea parviflora), a mirindiba (Terminalia sp), o merim (Gracinia brasiliensis), a janaúba (Hymatanthus articulata), ipê (Handroanthus ochraceus), dentre outras.

### Fauna
Na fauna encontrada no Rangedor, há:
- Répteis: o camaleão (Iguana iguana), a tijubina (Ameiva ameiva), carambolo (Tropidurus hispidus), cobra-cipó (Oxybelis aenius), cascaval (Crotalus durissus).[9]
- Aves: carcará (Polyborus plancus), galinha d'água azul (Porphyrula martinica), jaçanã (Jacana jacana), jandaia (Aratinga jandaya), bacurau (Chordeiles acutipennis), tiziu (Volatinia jacarina), Cucurutado (Elaenia cristata), gavião-carijó (Buteo magnirostris), Sanhaço-azul (Thraupis episcopus), Urubu-de-cabeça-vermelha (Cathartes aura), Urubu-de-cabeça-amarela (Cathartes burrovianus).[9]
- Mamíferos: gambá/mucura (Didelphis marsupialis), tatu-peba (Euphractus sexcinctus), cutia (Dasyprocta prymnolopha), paca (Agouti paca), raposa (Dusicyon vetulus), tamanduá (Tamandua tetradactyla), macacos-pregos (Cebus apela) e macacos capijubas (Saimiri sciureus).[9]

## Conservação
Em 2006, foi verificado que 30% da área do parque estava com solo exposto na área total do parque, provavelmente pela retirada de terra e piçarra no passado, percentual que foi reduzido em razão do plantio compensatório realizado entre o período de 2013 e 2015.
Na década de 90, era realizada uma atividade de mineração clandestina de laterita e argila na região central do parque, provocando a modificação do relevo e da permeabilidade do solo, deixando a área sem formações vegetais e com uma depressão disforme, sujeito a erosão, ravinamentos e voçorocas.

As queimadas, a caça de animais silvestres, coleta de material vegetal, depósito de resíduos sólidos, extração irregular de areia e cascalho, ocupações irregulares, despejos sanitários irregulares são fatores de ameaça à unidade de conservação.